# The Breakers

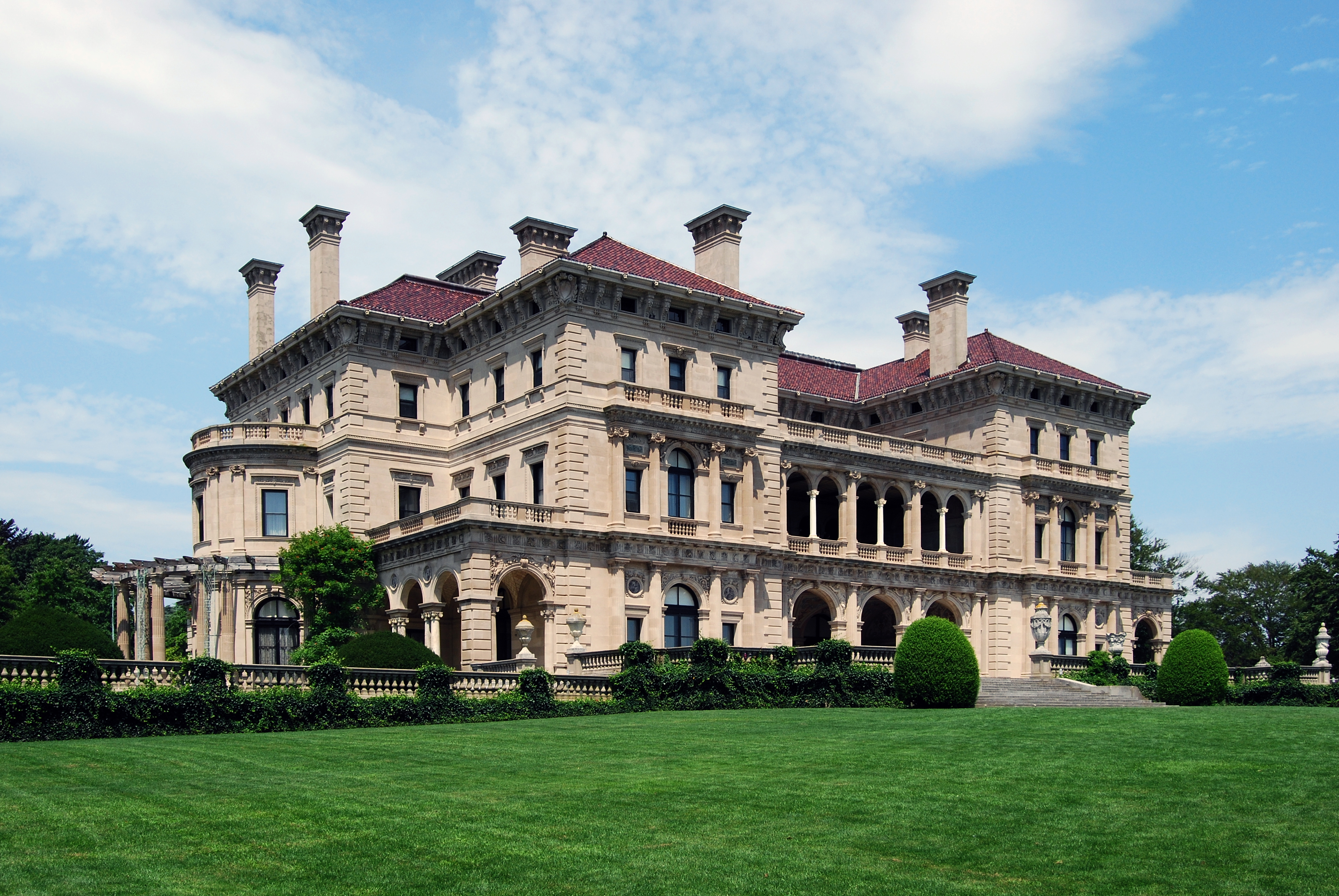
The Breakers in Newport

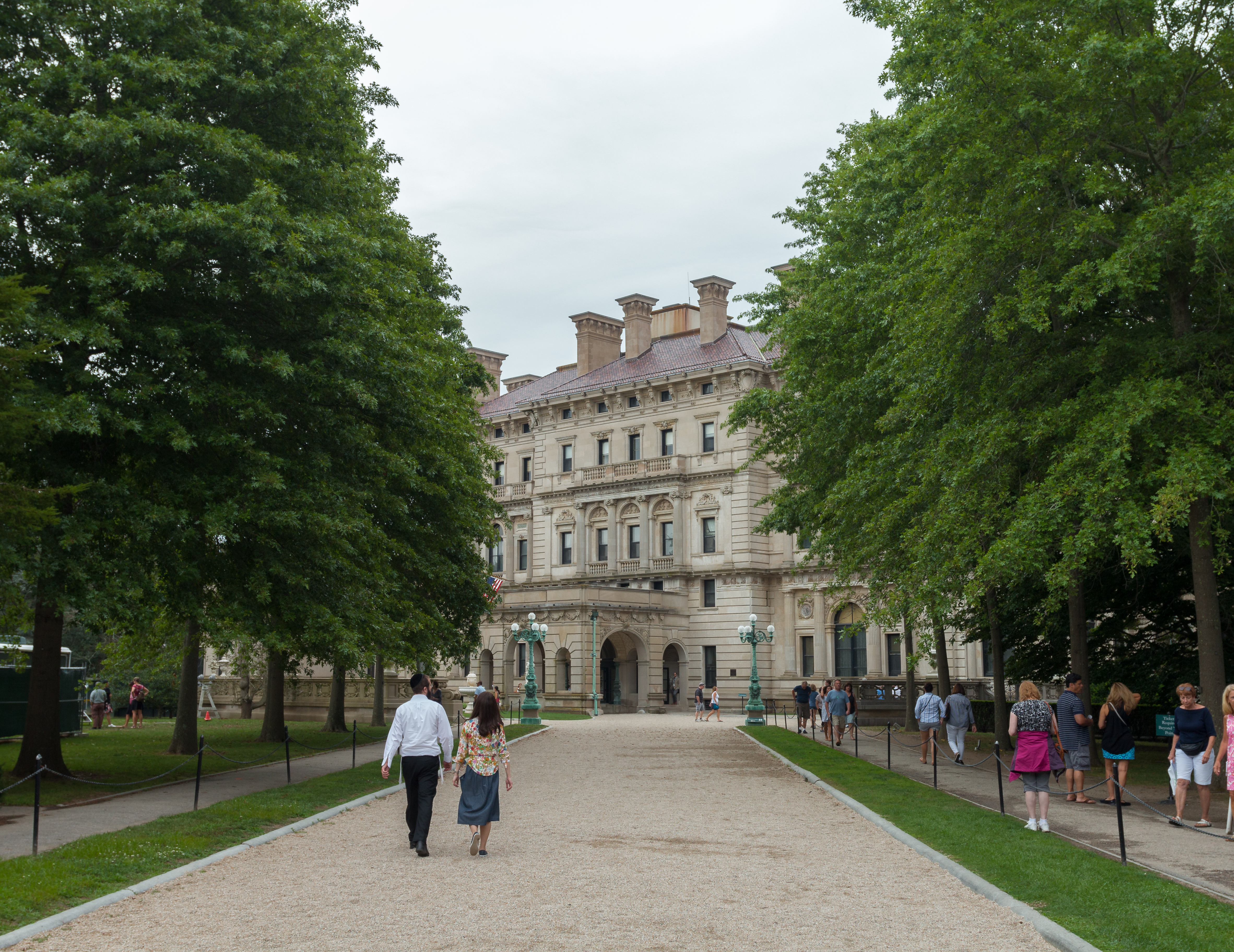
Eingang The Breakers

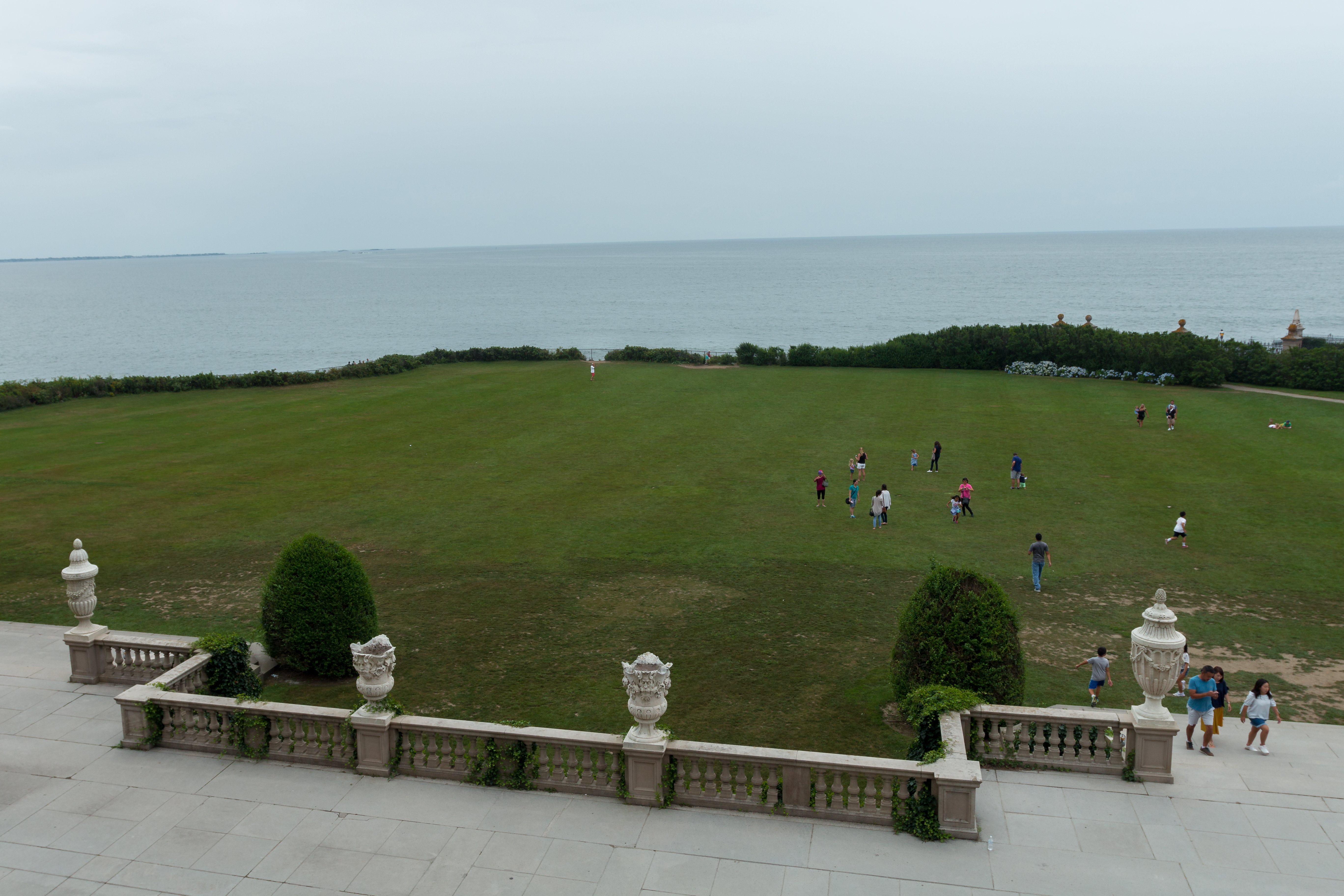
Blick über den Garten

The Breakers ist ein ehemaliger herrschaftlicher Sommersitz in Newport, im US-Bundesstaat Rhode Island.
Das Gebäude ist die größte Privatresidenz von Newport und wurde von 1893 bis 1895 für rund sieben Mio. Dollar für Cornelius Vanderbilt II, Enkel von Cornelius Vanderbilt, an Stelle eines abgebrannten Vorgängerbaus der Familie erbaut. Der Architekt war Richard Morris Hunt, der für Cornelius Vanderbilt II auch das Herrenhaus in der Fifth Avenue in New York City und für seinen Bruder William K. Vanderbilt das Marble House in Newport errichtet hatte.
Inmitten eines 13 Acre (etwa 5,25 Hektar) großen Parks am Ochre Point am Ufer des Atlantiks gelegen, wurde das dreistöckige Anwesen im Stil einer Renaissance-Villa nach dem Vorbild genuesischer Paläste erbaut. Es ist 76 Meter lang, 46 Meter breit und besitzt 70 Räume, von denen 33 als Wirtschaftsräume und Zimmer der Bediensteten gedient haben. Als Baumaterial verwendete Hunt Kalkstein aus Indiana, die Fußböden legte er mit Marmor, Ziegeln, Terrazzo und Mosaik aus. Da das ursprüngliche Haus durch einen Brand unterging, sollte der neue Bau so feuerfest wie möglich sein. Darüber hinaus legte der Bauherr Wert darauf, die neuesten Errungenschaften der Haustechnik zur Verfügung zu haben. The Breakers war eines der ersten Privathäuser, das mit elektrischem Strom und einem Aufzug ausgestattet wurde. In den Badezimmern konnte man zwischen Süß- und Meerwasser wählen, beides jeweils warm oder kalt. Das exklusive Interieur stammt von Jules Allard and Sons und Ogden Codman Jr. und ist im Originalzustand erhalten.
The Breakers ist seit September 1971 als Gebäude im National Register of Historic Places eingetragen. Im Oktober 1994 erhielt es den Status eines National Historic Landmarks zuerkannt. Das Haus gehört heute der Preservation Society of Newport County und kann besichtigt werden. 